# 棺桶島
『棺桶島』は、畑亜貴の1作目のオリジナルアルバム。1996年12月20日に当時音楽出版ジュンアンドケイの管理下にあった自主制作レーベルのAmzphere Worksより発売された（AMZ-96001）。1999年1月25日には2曲を追加し、ディスクユニオンのレーベルであるArcangeloより再発された（ARC-1046）。

## 概要
畑亜貴名義では初のフルアルバムである（なお本作以前に『畑亜貴・1』『畑亜貴・2』『畑亜貴・3』のカセット作品を制作、販売していた）。畑による打ち込みと、（当時のバンドである）AKI BLAME akiのギタリストで、後に月比古にも参加する並木晃一のギターにより演奏・制作されている。
本作は本来、後に月比古の作品として発売される『弦は呪縛の指で鳴る』のデモテープとして制作されたが、プロデューサーから「世界観はまとまってるから、このまま出しちゃおうか？」と薦められ、「『とりあえずこっちを先に出して、バンド編を後に出しましょう』という事になって」（畑）、先行発売されたという。しかし諸事情により『弦は呪縛の指で鳴る』の制作は遅れ、世に出たのは9年後の2005年であった。
収録曲『棺桶島』のモデルになっているのは、モーリス・ルブランの小説、『三十棺桶島』である。

## 収録曲
- 作詞・作曲・編曲は全て畑亜貴自身が担当している。

1. 天狼星（1995.2.23 LIVE OPENING）
2. 棺桶島
3. 不可侵
4. 囚われる
5. 離宮
6. 卑金属
7. 涙の木には叫ぶ花
8. 加虐
9. 咀嚼夢魔
10. メソポタミア（1995.6.28 LIVE OPENING）
11. 赤い蝋燭（深海バージョン）　（ボーナストラック）
12. カプセル　（ボーナストラック）